# San Paolo di Civitate
San Paolo di Civitate község (comune) Olaszország Puglia régiójában, Foggia megyében.

## Fekvése
A Tavoliere delle Puglie északi részén, a Fortore folyó völgyében fekszik.

## Története
Serracapriola az ókori római Teanum Apulum település helyén alakult ki, a 9. században. A középkorban a sanseverói grófok birtoka volt. A várost valószínűleg a messzápok alapították az I. évezredben. A rómaiak i.e. 318-ban hódították meg. 

## Népessége
A lakosság számának alakulása:

## Főbb látnivalói
- a település vára, amely a 9-10. században épült. Itt ejtették fogságba a normannok 1063-ban IX. Leó pápát, aki szabadságáért cserébe átengedte a Szicília, Calabria és Apulia feletti hatalmat Robert Guiscard normann vezérnek.